# Abulug
Abulug è una municipalità di quarta classe delle Filippine, situata nella Provincia di Cagayan, nella Regione della Valle di Cagayan.
Abulug è formata da 20 baranggay:
- Alinunu
- Bagu
- Banguian
- Calog Norte
- Calog Sur
- Canayun
- Centro (Pob.)
- Dana-Ili
- Guiddam
- Libertad
- Lucban
- Pinili
- San Agustin
- San Julian
- Santa Filomena
- Santa Rosa
- Santo Tomas
- Siguiran
- Simayung
- Sirit